# Novomoskovsk, Nga
Novomoskovsk (tiếng Nga: Новомоско́вск), được gọi là Bobriki (Бобрики) trước năm 1934 và Stalinogorsk (Сталиногорск) từ năm 1934 và 1961, là một thành phố thuộc chủ thể Tula Oblast, tọa lạc tại nguồn của các sông Don và Shat. Thành phố có nguồn gốc từ thế kỷ 18 là thái ấp của gia đình của các bá tước Bobrinsky, nhà công nghiệp vào cuối thế kỷ 19. Trong thời Liên Xô cũ, thị trấn tiếp tục phát triển như là trung tâm khai thác than đá (than non). Thành phố đã được trao tặng Huân chương của Banner Red Lao động ngày 14 tháng 1 năm 1971.
Thành phố có dân số 134.081 người (theo điều tra dân số năm 2002). Đây là thành phố lớn thứ 123 của Nga theo dân số năm 2002 còn dân số năm 2010 thì thành phố này đứng thứ 127. Dân số qua các thời kỳ: 131,227 (Điều tra dân số 2010); 134,081 (Điều tra dân số 2002); 146,302 (Điều tra dân số năm 1989); 143,000 (1974); 107,000 (1959); 76,000 (1939).

## Thành phố kết nghĩa
- Kremenchuk, Ukraina
- Kuşadası, Thổ Nhĩ Kỳ
- Prievidza, Slovakia